# William Chalfant
William Chalfant   (Mount Pleasant, 22 de juny de 1854 - Springfield, 31 de juliol de 1930) va ser un jugador de roque estatunidenc. Va competir en el torneig del roque en les Olimpíades d'Estiu de 1904, finalitzant en 4a posició.